# Maïjirgui
Maïjirgui (auch: Magirgui, Maï Jirgui) ist eine Landgemeinde im Departement Tessaoua in Niger.

## Geographie
Maïjirgui liegt am Übergang der Sahelzone zur Großlandschaft Sudan. Die Nachbargemeinden sind Ourafane im Nordosten, Garagoumsa im Osten, Baoudetta, Koona und Korgom im Südosten, Gazaoua im Süden, Aguié im Südwesten sowie Issawane, Kanan-Bakaché und Tessaoua im Nordwesten.

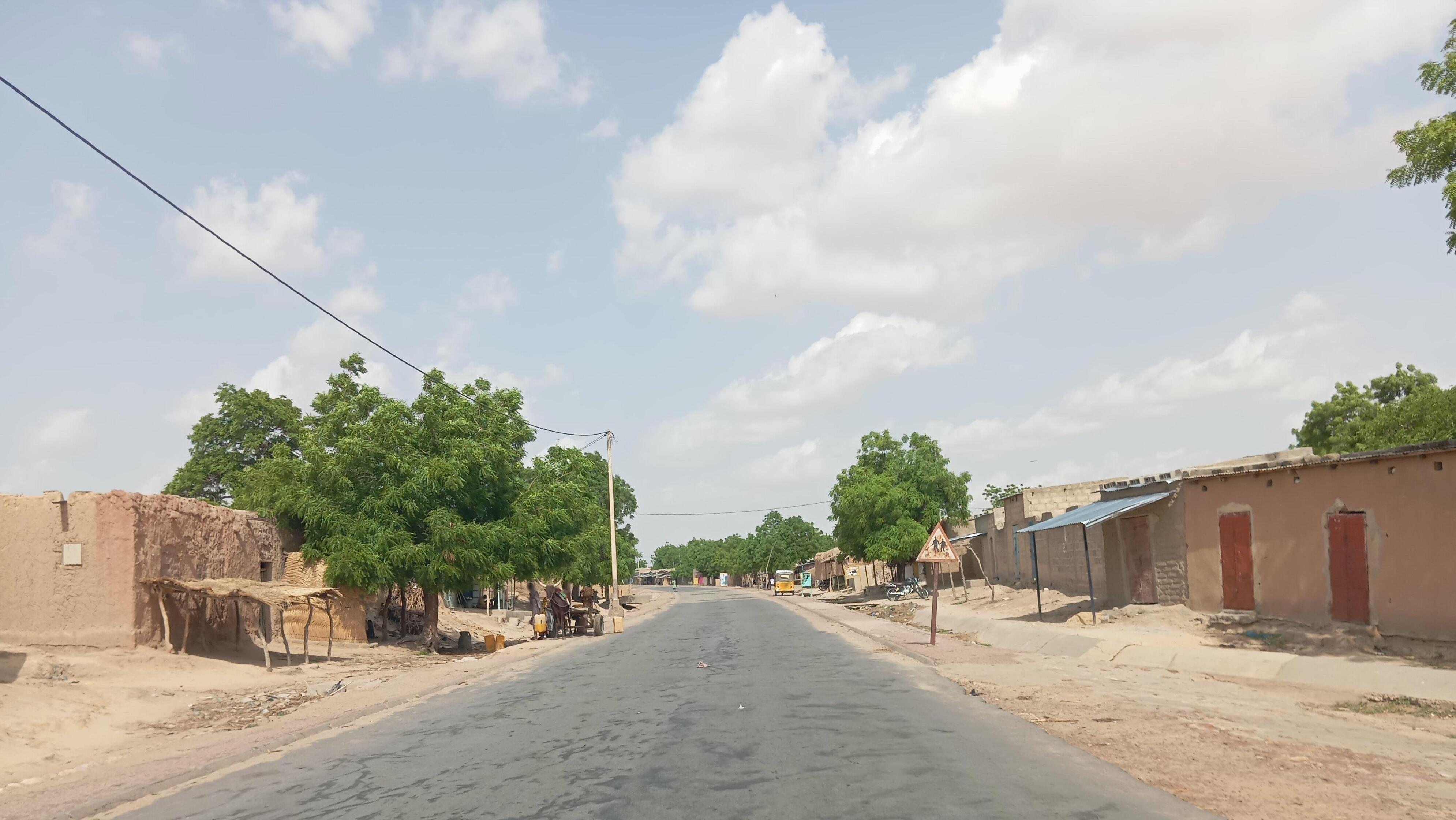
Gemeindehauptort Maïjirgui (2024)

Bei den Siedlungen im Gemeindegebiet handelt es sich um 26 Dörfer und 74 Weiler. Der Hauptort der Landgemeinde ist das Dorf Maïjirgui.
Die Forêt classée de Chabaré ist ein 795 Hektar großes unter Naturschutz stehendes Waldgebiet beim Dorf Chabaré im Gemeindegebiet von Maïjirgui. Die Unterschutzstellung erfolgte 1952.

## Geschichte

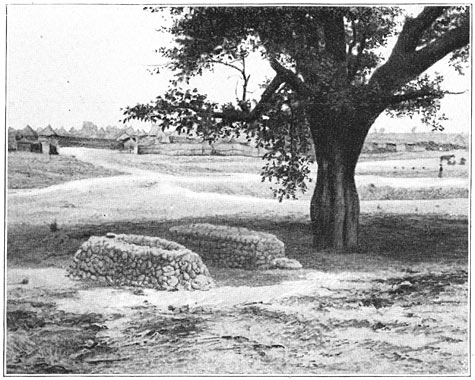
Gräber von Voulet und Chanoine vor Maïjirgui (1906)

Julien Chanoine und Paul Voulet, die Anführer der für ihre Grausamkeit berüchtigten französischen Militärexpedition Mission Voulet-Chanoine, wurden am 16. bzw. 17. Juli 1899 von ihren eigenen Soldaten in Maïjirgui getötet und dort unter einem Anabaum bestattet. Noch am 6. Dezember desselben Jahres machte mit der Mission Foureau-Lamy eine weitere französische Militärexpedition im Dorf Station, die zuvor die Sahara durchquert hatte und danach weiter zum Tschadsee zog.
Der Markt von Maïjirgui war einer der kleinen Märkte in der Region, die zu Beginn des 20. Jahrhunderts von der damaligen französischen Verwaltung zugelassen wurden. Der britische Reiseschriftsteller A. Henry Savage Landor besuchte den Ort 1906 im Rahmen seiner zwölfmonatigen Afrika-Durchquerung. In den 1920er Jahren galt die durch Maïjirgui führende und 1375 Kilometer lange Piste von Niamey nach N’Guigmi als einer der Hauptverkehrswege in der Kolonie Niger. Sie war in der Trockenzeit bis Guidimouni und wieder ab Maïné-Soroa von Automobilen befahrbar.
Die Landgemeinde Maïjirgui ging 2002 im Zuge einer landesweiten Verwaltungsreform aus jenem Teil des Kantons Tessaoua hervor, der nicht der Stadtgemeinde Tessaoua zugeschlagen wurde.

## Bevölkerung
Bei der Volkszählung 2012 hatte die Landgemeinde 70.655 Einwohner, die in 8.398 Haushalten lebten. Bei der Volkszählung 2001 betrug die Einwohnerzahl 44.183 in 5.653 Haushalten.
Im Hauptort lebten bei der Volkszählung 2012 9.168 Einwohner in 1.173 Haushalten, bei der Volkszählung 2001 6.407 in 821 Haushalten und bei der Volkszählung 1988 4.444 in 684 Haushalten.
In ethnischer Hinsicht ist die Gemeinde ein Siedlungsgebiet von Katsinawa, Iklan, Kanuri und Fulbe.

## Politik
Der Gemeinderat (conseil municipal) hat 19 Mitglieder. Mit den Kommunalwahlen 2020 sind die Sitze im Gemeinderat wie folgt verteilt: 7 PNDS-Tarayya, 6 CPR-Inganci, 2 MDEN-Falala, 2 RDR-Tchanji, 1 RPP-Farilla und 1 RSD-Gaskiya.
Jeweils ein traditioneller Ortsvorsteher (chef traditionnel) steht an der Spitze von 24 Dörfern in der Gemeinde, darunter dem Hauptort.

## Wirtschaft und Infrastruktur

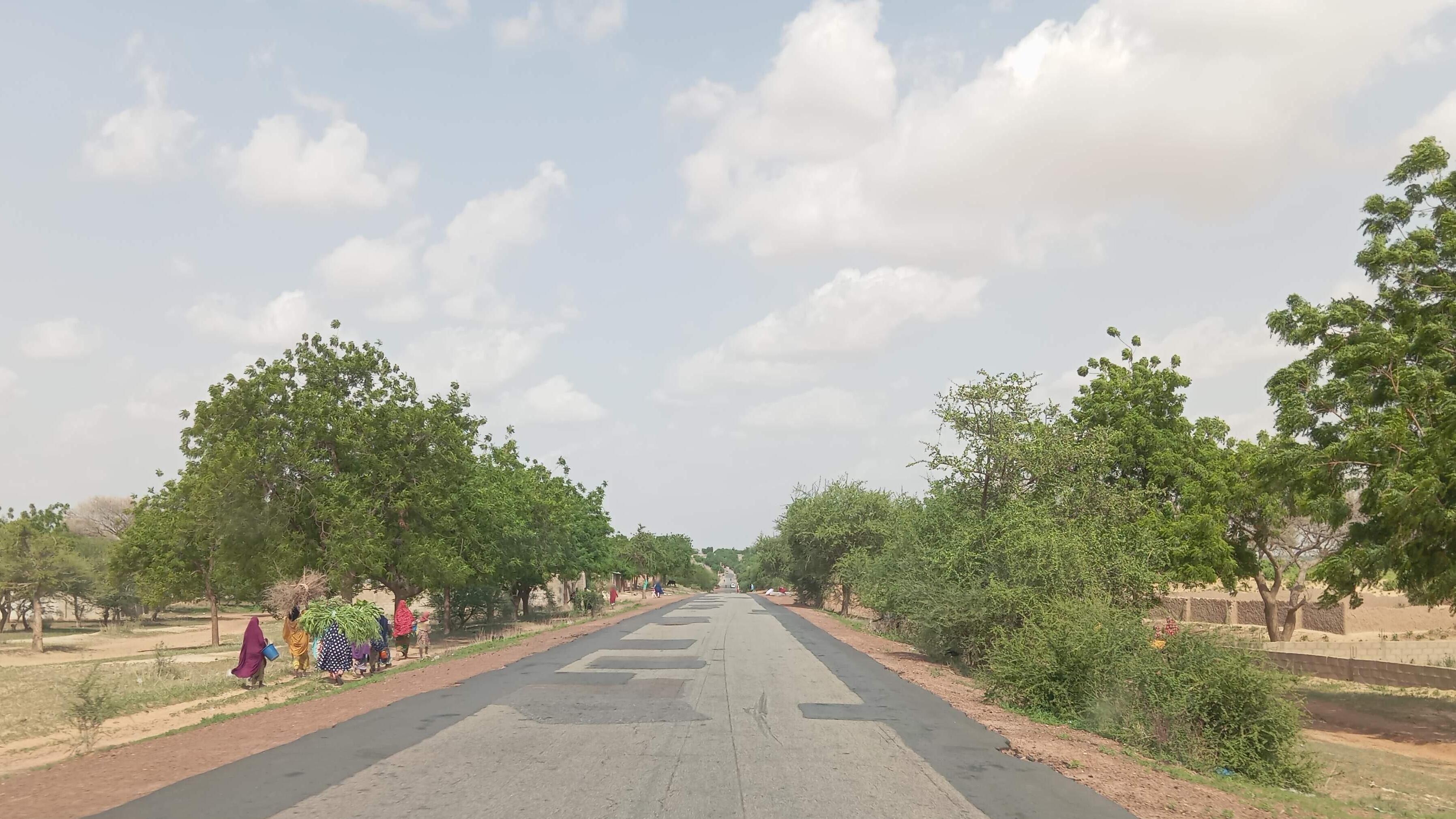
Nationalstraße 1 in Maïjirgui (2024)

Die Gemeinde liegt in einer Zone, in der Regenfeldbau betrieben wird. Der Markt von Maïjirgui ist bedeutend für den Zwischenhandel von landwirtschaftlichen Erzeugnissen und Vieh und darin vergleichbar den benachbarten Märkten von Baoudetta, Gazaoua, Koona und Madobi. Hier werden die auf Lokalmärkten wie jenem in Toki erworbenen Waren weiter in die Märkte der Großstädte Agadez, Arlit und Niamey verkauft. Ein weiterer Wochenmarkt in der Gemeinde wird im Dorf Sarba abgehalten.
Im Hauptort ist ein Gesundheitszentrum des Typs Centre de Santé Intégré (CSI) vorhanden. Der CEG Maïjirgui ist eine allgemein bildende Schule der Sekundarstufe des Typs Collège d’Enseignement Général (CEG). Beim Centre de Formation aux Métiers de Maïjirgui (CFM Maïjirgui) handelt es sich um ein Berufsausbildungszentrum.
Durch die Gemeinde, unter anderem durch den Hauptort, führt die asphaltierte Nationalstraße 1, die längste Fernstraße Nigers.